# Изгубљени син
„Изгубљени син“ је југословенски филм из 1970. године. Режирао га је Димитре Османли, а сценарио је писао Алексеј Арбузов.

## Улоге
| Глумац            | Улога |
| ----------------- | ----- |
| Маја Димитријевић |       |
| Вука Дунђеровић   |       |
| Капиталина Ерић   |       |
| Милан Гутовић     |       |
| Виктор Старчић    |       |